# Lophopoeum carinatulum
Lophopoeum carinatulum är en skalbaggsart som beskrevs av Bates 1863. Lophopoeum carinatulum ingår i släktet Lophopoeum och familjen långhorningar. Inga underarter finns listade i Catalogue of Life.